# Куропатник
Куропатник (пол. Kuropatnik) — село в Польщі, у гміні Стшелін Стшелінського повіту Нижньосілезького воєводства.
Населення — 829 осіб (2011).
У 1975—1998 роках село належало до Вроцлавського воєводства.

## Демографія
Демографічна структура станом на 31 березня 2011 року:
|          | Загалом | Допрацездатний вік | Працездатний вік | Постпрацездатний вік |
| -------- | ------- | ------------------ | ---------------- | -------------------- |
| Чоловіки | 410     | 77                 | 291              | 42                   |
| Жінки    | 419     | 76                 | 243              | 100                  |
| Разом    | 829     | 153                | 534              | 142                  |